# Heinrich Hoffmann (fotograf)
Heinrich Hoffmann (ur. 12 września 1885 w Fürth, zm. 16 grudnia 1957 w Monachium) – niemiecki fotograf, jedna z bliskich osób i oficjalny fotograf Adolfa Hitlera.

## Życiorys
Urodził się w Bawarii, pochodził z rodziny o tradycjach fotograficznych. Karierę rozpoczął od pracy w sklepie fotograficznym swojego ojca, pracując po lekcjach. Po wybuchu I wojny światowej (1914) wstąpił do bawarskiej armii, gdzie dokumentował fotografiami działania wojenne. Jego pierwszy album ze zdjęciami został opublikowany po wojnie w 1919, pod tytułem Ein Jahr Bayrische Revolution im Bilde.

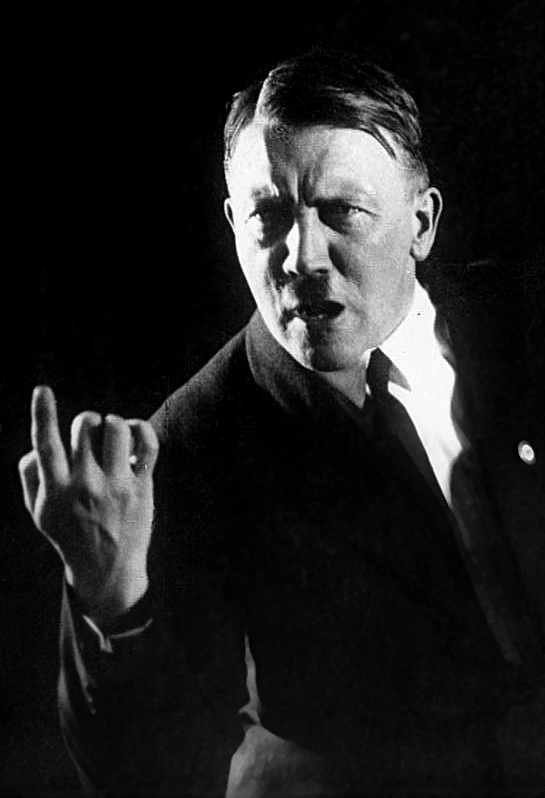
Jeden z portretów Adolfa Hitlera autorstwa Heinricha Hoffmanna

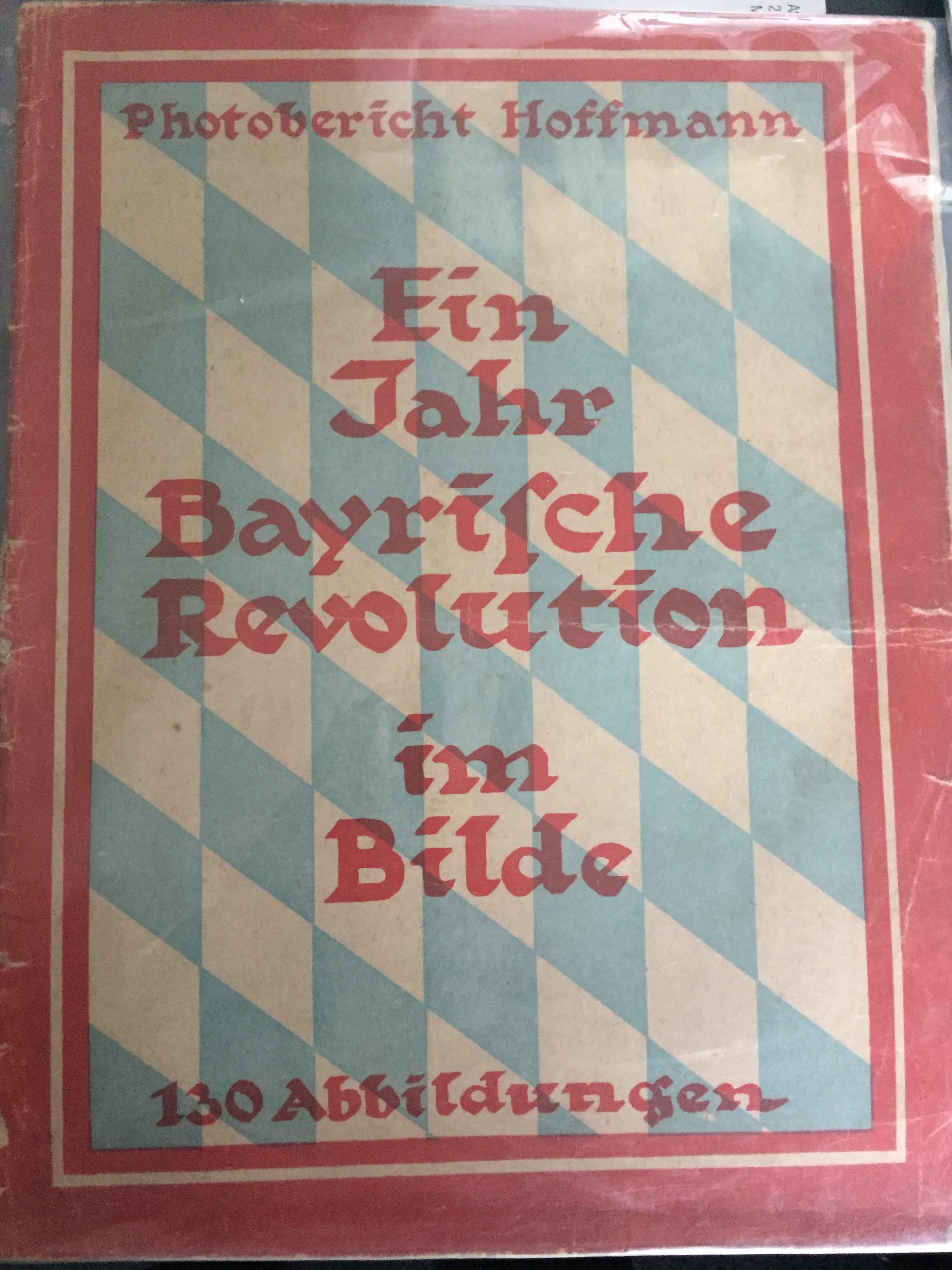
Okładka pierwszego albumu Hoffmanna Ein Jahr Bayrische Revolution im Bilde

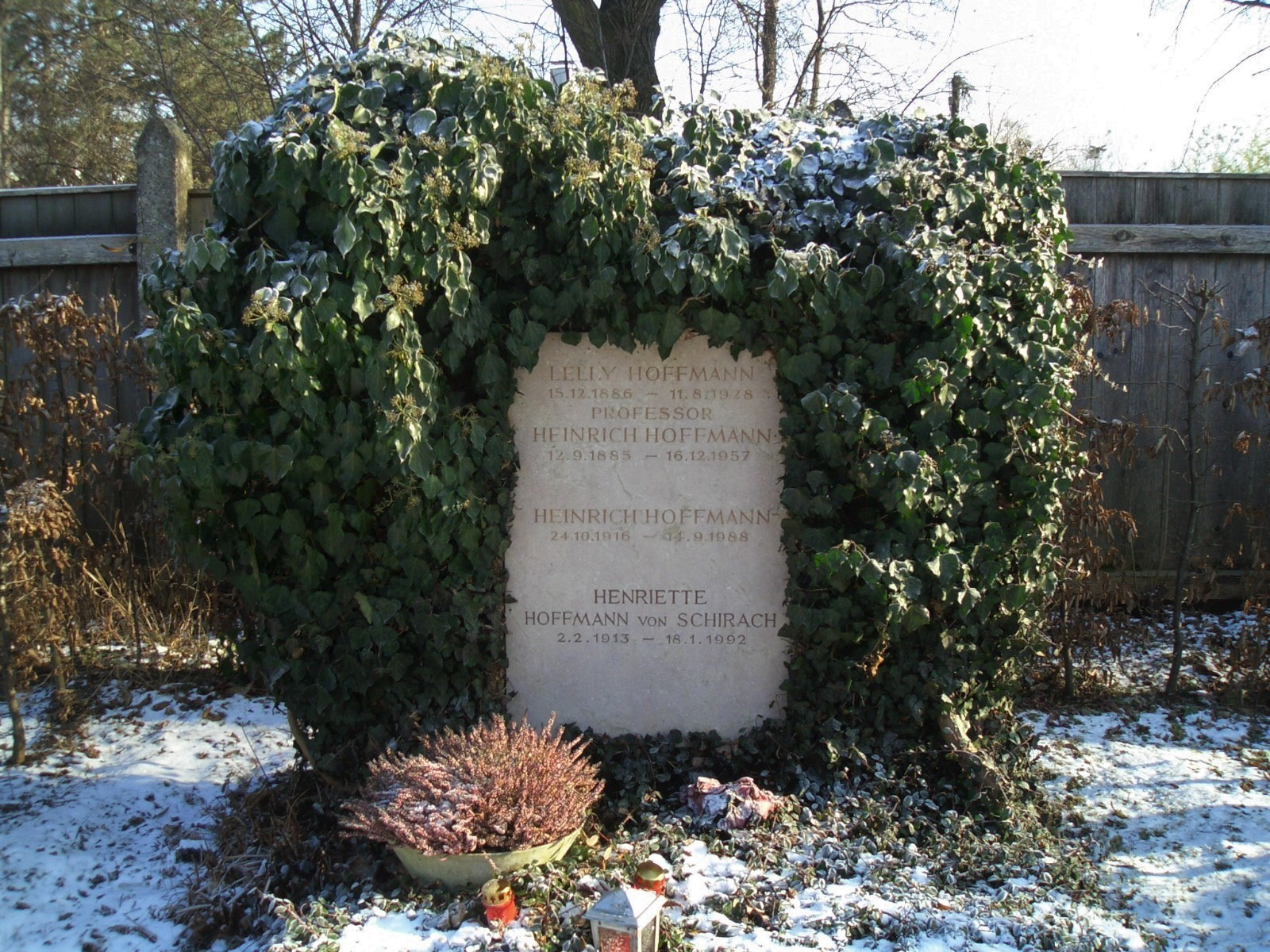
Grób rodzinny Hoffmannów na Cmentarzu Północnym w Monachium

W 1919 poznał Adolfa Hitlera, początkującego polityka. W 1920 Hoffmann wstąpił do Narodowosocjalistycznej Niemieckiej Partii Robotników. Szybko zaprzyjaźnił się z Hitlerem i został jego oficjalnym fotografem. Wszedł do małego kręgu najbliższych współpracowników Hitlera, który często odwiedzał dom Hoffmannów w Monachium. Hoffmann woził Hitlera do domu XIX-wiecznego kompozytora Richarda Wagnera w Bayreuth, gdzie Hitler spotykał się z Winifred Wagner, synową kompozytora. Efektem stałej obecności Hoffmanna w otoczeniu führera (m.in. jeździł z nim na front podczas II wojny światowej) było ok. 2,5 miliona zdjęć. Jego dzieła były publikowane jako pocztówki, plakaty, znaczki pocztowe oraz ilustracje gazet, książek i albumów. Hoffmann miał prawo wyłączności do sprzedaży wszystkich portretów wodza, stworzył też dobrze prosperujące wydawnictwo albumowe. Dzięki tej umowie zarobił miliony, ale krocie zarabiał również Hitler, ponieważ otrzymywał 10% przychodu ze sprzedaży.
Pracownicą zakładu fotograficznego Hoffmanna Photohaus w Monachium była Eva Braun, która w 1929 poznała w nim Adolfa Hitlera i została jego towarzyszką życia, a później żoną. Hoffmann zapoznał z Hitlerem również doktora Theo Morella, który został jego osobistym lekarzem.
Hitler podzielał gust malarski Hoffmanna i zlecił mu selekcję obrazów zgłaszanych do Wielkiej Wystawy Sztuki. W 1938 Hoffmann otrzymał tytuł profesorski, w styczniu 1940 został posłem do Reichstagu z okręgu wyborczego Düsseldorf Ost. Po zakończeniu II wojny światowej został internowany przez Amerykanów, następnie w 1947 skazany przez sąd denazyfikacyjny na 10 lat obozu pracy, zakaz wykonywania zawodu i przepadek mienia. Został zwolniony w 1950. Jego apelacja w sprawie wyroku wydanego przez Izbę Orzekającą została uznana w 1956. Zmarł w Monachium rok później, w wieku 72 lat. Został pochowany na Cmentarzu Północnym w Monachium.
Jego córka Henriette (1913–1992) była żoną Baldura von Schiracha, przywódcy nazistowskiego Hitlerjugend. Rozwiedli się w 1950, w czasie pobytu Schiracha w więzieniu.

## Wybrane wydane albumy[4]
- Hitler, wie ihn keiner kennt (1933)
- Jugend um Hitler (1934)
- Hitler in seiner Heimat (1938)
- Hitler in Italien (1938)
- Hitler befreit Sudetenland (1938)
- Das Antlitz des Führers (1939)